# Lijst van Allure-omslagmodellen
Dit is een lijst van modellen op de omslag van Allure. Allure is een schoonheidstijdschrift gericht naar vrouwen, uitgegeven door Condé Nast. Een beroemde vrouw, meestal een actrice, zangeres of model, staat elke maand op de cover van het nummer. Hieronder vindt u alle nummers vanaf 1991 met de bijhorende covermodellen en de fotografen.

## 1991
| Uitgave   | Covermodel          | Fotograaf            |
| --------- | ------------------- | -------------------- |
| Maart     | Stephanie Seymour   | Sante D'Orazio       |
| April     | Elaine Irwin        | Sante D'Orazio       |
| Mei       | Stephanie Seymour   | Sante D'Orazio       |
| Juni      | Linda Evangelista   | Steven Meisel        |
| Juli      | Estelle Lefébure    | Sante D'Orazio       |
| Augustus  | Linda Evangelista   | Patrick Demarchelier |
| September | Niki Taylor         | Sante D'Orazio       |
| Oktober   | Tanya Fourie        | Sante D'Orazio       |
| November  | Isabella Rossellini | Steven Meisel        |
| December  | Cindy Crawford      | Sante D'Orazio       |

## 1992
| Uitgave   | Covermodel         | Fotograaf      |
| --------- | ------------------ | -------------- |
| Januari   | Karen Mulder       | Sante D'Orazio |
| Februari  | Shana Zadrick      | Sante D'Orazio |
| Maart     | Claudia Schiffer   | Sante D'Orazio |
| April     | Carré Otis         | Sante D'Orazio |
| Mei       | Linda Evangelista  | Sante D'Orazio |
| Juni      | Helena Christensen | Sante D'Orazio |
| Juli      | Claudia Schiffer   | Sante D'Orazio |
| Augustus  | Christy Turlington | Sante D'Orazio |
| September | Stephanie Seymour  | Sante D'Orazio |
| Oktober   | Cindy Crawford     | Sante D'Orazio |
| November  | Jenny Brunt        | Sante D'Orazio |
| December  | Claudia Schiffer   | Sante D'Orazio |

## 1993
| Uitgave   | Covermodel                              | Fotograaf      |
| --------- | --------------------------------------- | -------------- |
| Januari   | Patricia Hartmann Kate Moss Jenny Brunt | Sante D'Orazio |
| Februari  | Shalom Harlow                           | Sante D'Orazio |
| Maart     | Leilani Bishop                          | Sante D'Orazio |
| April     | Meghan Douglas                          | Sante D'Orazio |
| Mei       | Helena Christensen                      | Sante D'Orazio |
| Juni      | Shalom Harlow                           | Sante D'Orazio |
| Juli      | Naomi Campbell                          | Sante D'Orazio |
| Augustus  | Linda Evangelista                       | Sante D'Orazio |
| September | Amber Valletta                          | Sante D'Orazio |
| Oktober   | Beri Smither                            | Sante D'Orazio |
| November  | Bridget Hall                            | Walter Chin    |
| December  | Linda Evangelista                       | Sante D'Orazio |

## 1994
| Uitgave    | Covermodel       | Fotograaf      |
| ---------- | ---------------- | -------------- |
| Januari    | Claudia Schiffer | Sante D'Orazio |
| Februari   | Cindy Crawford   | Sante D'Orazio |
| Maart      | Bridget Hall     | Sante D'Orazio |
| April      | Claudia Schiffer | Sante D'Orazio |
| Mei        | Kate Moss        | Sante D'Orazio |
| Juni       | Tatjana Patitz   | Sante D'Orazio |
| Juli       | Bridget Hall     | Sante D'Orazio |
| Augustusus | Niki Taylor      | Sante D'Orazio |
| September  | Amber Valletta   | Sante D'Orazio |
| Oktober    | Carré Otis       | Sante D'Orazio |
| November   | Claudia Schiffer | Sante D'Orazio |
| December   | Kate Moss        | Mario Testino  |

## 1995
| Uitgave   | Covermodel        | Fotograaf      |
| --------- | ----------------- | -------------- |
| Januari   | Cindy Crawford    | Sante D'Orazio |
| Februari  | Amber Valletta    | Mario Testino  |
| Maart     | Bridget Hall      | Sante D'Orazio |
| April     | Linda Evangelista | Sante D'Orazio |
| Mei       | Carré Otis        | Sante D'Orazio |
| Juni      | Kate Moss         | Sante D'Orazio |
| Juli      | Claudia Schiffer  | Sante D'Orazio |
| Augustus  | Niki Taylor       | Mario Testino  |
| September | Kate Moss         | Mario Testino  |
| Oktober   | Bridget Hall      | Sante D'Orazio |
| November  | Cindy Crawford    | Sante D'Orazio |
| December  | Kirsty Hume       | Miles Aldridge |

## 1996
| Uitgave   | Covermodel         | Fotograaf      |
| --------- | ------------------ | -------------- |
| Januari   | Shalom Harlow      | Miles Aldridge |
| Februari  | Claudia Schiffer   | Miles Aldridge |
| Maart     | Niki Taylor        | Sante D'Orazio |
| April     | Helena Christensen | Sante D'Orazio |
| Mei       | Niki Taylor        | Sante D'Orazio |
| Juni      | Kirsty Hume        | Miles Aldridge |
| Juli      | Kate Moss          | Mario Testino  |
| Augustus  | Bridget Hall       | Sante D'Orazio |
| September | Cindy Crawford     | Michel Comte   |
| Oktober   | Niki Taylor        | Mario Testino  |
| November  | Helena Christensen | Sante D'Orazio |
| December  | Sharon Stone       | Herb Ritts     |

## 1997
| Uitgave   | Covermodel         | Fotograaf      |
| --------- | ------------------ | -------------- |
| Januari   | Linda Evangelista  | Sante D'Orazio |
| Februari  | Niki Taylor        | Sante D'Orazio |
| Maart     | Elisabeth Shue     | Herb Ritts     |
| April     | Kate Moss          | Drew Jarrett   |
| Mei       | Cindy Crawford     | Dewey Nicks    |
| Juni      | Niki Taylor        | Dewey Nicks    |
| Juli      | Claudia Schiffer   | Dewey Nicks    |
| Augustus  | Georgina Grenville | Sante D'Orazio |
| September | Bridget Hall       | Sante D'Orazio |
| Oktober   | Niki Taylor        | Michel Comte   |
| November  | Cindy Crawford     | Michel Comte   |
| December  | Kirsty Hume        | Mario Testino  |

## 1998
| Uitgave   | Covermodel                        | Fotograaf      |
| --------- | --------------------------------- | -------------- |
| Januari   | Helen Hunt                        | Herb Ritts     |
| Februari  | Carolyn Murphy                    | Sante D'Orazio |
| Maart     | Jennifer Aniston                  | Sante D'Orazio |
| April     | Niki Taylor                       | Sante D'Orazio |
| Mei       | Gisele Bündchen & Aurélie Claudel | Mario Testino  |
| Juni      | Cindy Crawford                    | Sante D'Orazio |
| Juli      | Eva Herzigová                     | Walter Chin    |
| Augustus  | Stephanie Seymour                 | Walter Chin    |
| September | Rebecca Romijn                    | Walter Chin    |
| Oktober   | Claudia Schiffer                  | Walter Chin    |
| November  | Geri Halliwell                    | Michel Comte   |
| December  | Gisele Bündchen                   | Mario Testino  |

## 1999
| Uitgave   | Covermodel           | Fotograaf      |
| --------- | -------------------- | -------------- |
| Januari   | Courtney Love        | Regan Cameron  |
| Februari  | Aurélie Claudel      | Mario Testino  |
| Maart     | Angelina Jolie       | Robert Erdmann |
| April     | Julianne Moore       | Regan Cameron  |
| Mei       | Reese Witherspoon    | Regan Cameron  |
| Juni      | Amber Valletta       | Robert Erdmann |
| Juli      | Catherine Zeta-Jones | Pamela Hanson  |
| Augustus  | Sharon Stone         | Robert Erdmann |
| September | Julianna Margulies   | Robert Erdmann |
| Oktober   | Kate Moss            | Rankin         |
| November  | Patricia Arquette    | Mario Testino  |
| December  | Renée Zellweger      | Rankin         |

## 2000
| Uitgave   | Covermodel           | Fotograaf        |
| --------- | -------------------- | ---------------- |
| Januari   | Winona Ryder         | Regan Cameron    |
| Februari  | Gisele Bündchen      | Michael Thompson |
| Maart     | Charlize Theron      | Walter Chin      |
| April     | Sandra Bullock       | Michael Thompson |
| Mei       | Heather Graham       | Michael Thompson |
| Juni      | Britney Spears       | Michael Thompson |
| Juli      | Sarah Jessica Parker | Michael Thompson |
| Augustus  | Michelle Pfeiffer    | Michael Thompson |
| September | Heather Locklear     | Michael Thompson |
| Oktober   | Kim Basinger         | Michael Thompson |
| November  | Lucy Liu             | Michael Thompson |
| December  | Gisele Bündchen      | Michael Thompson |

## 2001
| Uitgave   | Covermodel            | Fotograaf        |
| --------- | --------------------- | ---------------- |
| Januari   | Jennifer Lopez        | Michael Thompson |
| Februari  | Catherine Zeta-Jones  | Michael Thompson |
| Maart     | Angelina Jolie        | Michael Thompson |
| April     | Angie Harmon          | Michael Thompson |
| Mei       | Amber Valletta        | Michael Thompson |
| Juni      | Sarah Michelle Gellar | Regan Cameron    |
| Juli      | Erin Wasson           | Mario Testino    |
| Augustus  | Lara Flynn Boyle      | Regan Cameron    |
| September | Mariah Carey          | Michael Thompson |
| Oktober   | Amber Valletta        | Michael Thompson |
| November  | Calista Flockhart     | Michael Thompson |
| December  | Carolyn Murphy        | Michael Thompson |

## 2002
| Uitgave   | Covermodel         | Fotograaf        |
| --------- | ------------------ | ---------------- |
| Januari   | Liv Tyler          | Michael Thompson |
| Februari  | Niki Taylor        | Michael Thompson |
| Maart     | Drew Barrymore     | Michael Thompson |
| April     | Jessica Alba       | Michael Thompson |
| Mei       | Christina Aguilera | Michael Thompson |
| Juni      | Natalie Portman    | Michael Thompson |
| Juli      | Amber Valletta     | Michael Thompson |
| Augustus  | Beyoncé            | Michael Thompson |
| September | Jennifer Garner    | Michael Thompson |
| Oktober   | Debra Messing      | Michael Thompson |
| November  | Lisa Kudrow        | Michael Thompson |
| December  | Renée Zellweger    | Michael Thompson |

## 2003
| Uitgave   | Covermodel           | Fotograaf        |
| --------- | -------------------- | ---------------- |
| Januari   | Mariah Carey         | Michael Thompson |
| Februari  | Faith Hill           | Michael Thompson |
| Maart     | Meg Ryan             | Michael Thompson |
| April     | Molly Sims           | Michael Thompson |
| Mei       | Gwen Stefani         | Michael Thompson |
| Juni      | Katie Holmes         | Michael Thompson |
| Juli      | Eve                  | Michael Thompson |
| Augustus  | Naomi Watts          | Michael Thompson |
| September | Gwyneth Paltrow      | Michael Thompson |
| Oktober   | Penélope Cruz        | Michael Thompson |
| November  | Catherine Zeta-Jones | Michael Thompson |
| December  | Jennifer Connelly    | Michael Thompson |

## 2004
| Uitgave   | Covermodel               | Fotograaf        |
| --------- | ------------------------ | ---------------- |
| Januari   | Christina Aguilera       | Michael Thompson |
| Februari  | Jennifer Aniston         | Michael Thompson |
| Maart     | Debra Messing            | Michael Thompson |
| April     | Jessica Simpson          | Michael Thompson |
| Mei       | Mary-Kate & Ashley Olsen | Michael Thompson |
| Juni      | Kelly Ripa               | Michael Thompson |
| Juli      | Kate Hudson              | Michael Thompson |
| Augustus  | Natalie Portman          | Michael Thompson |
| September | Kirsten Dunst            | Michael Thompson |
| Oktober   | Sarah Michelle Gellar    | Michael Thompson |
| November  | Angelina Jolie           | Mario Testino    |
| December  | Claire Danes             | Michael Thompson |

## 2005
| Uitgave   | Covermodel         | Fotograaf            |
| --------- | ------------------ | -------------------- |
| Januari   | Ashlee Simpson     | Michael Thompson     |
| Februari  | Mischa Barton      | Michael Thompson     |
| Maart     | Ashley Judd        | Patrick Demarchelier |
| April     | Britney Spears     | Michael Thompson     |
| Mei       | Penélope Cruz      | Michael Thompson     |
| Juni      | Ellen DeGeneres    | Michael Thompson     |
| Juli      | Hilary Swank       | Michael Thompson     |
| Augustus  | Scarlett Johansson | Michael Thompson     |
| September | Mariah Carey       | Michael Thompson     |
| Oktober   | Gwen Stefani       | Michael Thompson     |
| November  | Rachel McAdams     | Michael Thompson     |
| December  | Teri Hatcher       | Michael Thompson     |

## 2006
| Uitgave   | Covermodel         | Fotograaf        |
| --------- | ------------------ | ---------------- |
| Januari   | Gwyneth Paltrow    | Michael Thompson |
| Februari  | Sheryl Crow        | Michael Thompson |
| Maart     | Lindsay Lohan      | Michael Thompson |
| April     | Eva Longoria       | Michael Thompson |
| Mei       | Meg Ryan           | Michael Thompson |
| Juni      | Audrey Tautou      | Mario Testino    |
| Juli      | Kate Beckinsale    | Michael Thompson |
| Augustus  | Kate Hudson        | Michael Thompson |
| September | Christina Aguilera | Michael Thompson |
| Oktober   | Jessica Simpson    | Michael Thompson |
| November  | Scarlett Johansson | Michael Thompson |
| December  | Ellen Pompeo       | Michael Thompson |

## 2007
| Uitgave   | Covermodel           | Fotograaf        |
| --------- | -------------------- | ---------------- |
| Januari   | Naomi Watts          | Michael Thompson |
| Februari  | Julianne Moore       | Michael Thompson |
| Maart     | Michelle Pfeiffer    | Michael Thompson |
| April     | Jennifer Garner      | Michael Thompson |
| Mei       | Lindsay Lohan        | Mario Testino    |
| Juni      | Katherine Heigl      | Michael Thompson |
| Juli      | Liv Tyler            | Michael Thompson |
| Augustus  | Catherine Zeta-Jones | Michael Thompson |
| September | Britney Spears       | Michael Thompson |
| Oktober   | Keira Knightley      | Michael Thompson |
| November  | Jennifer Lopez       | Michael Thompson |
| December  | Fergie               | Michael Thompson |

## 2008
| Uitgave   | Covermodel           | Fotograaf        |
| --------- | -------------------- | ---------------- |
| Januari   | Rihanna              | Michael Thompson |
| Februari  | Sarah Jessica Parker | Tom Munro        |
| Maart     | Kate Beckinsale      | Michael Thompson |
| April     | Mariah Carey         | Michael Thompson |
| Mei       | Hilary Duff          | Michael Thompson |
| Juni      | Jessica Alba         | Michael Thompson |
| Juli      | Ali Larter           | Michael Thompson |
| Augustus  | Victoria Beckham     | Michael Thompson |
| September | Carrie Underwood     | Michael Thompson |
| Oktober   | Ellen Pompeo         | Michael Thompson |
| November  | Eva Longoria         | Norman Jean Roy  |
| December  | Scarlett Johansson   | Tom Munro        |

## 2009
| Uitgave   | Covermodel      | Fotograaf        |
| --------- | --------------- | ---------------- |
| Januari   | Eva Mendes      | Michael Thompson |
| Februari  | Isla Fisher     | Norman Jean Roy  |
| Maart     | Julia Roberts   | Michael Thompson |
| April     | Taylor Swift    | Michael Thompson |
| Mei       | Blake Lively    | Michael Thompson |
| Juni      | Jessica Biel    | Michael Thompson |
| Juli      | Fergie          | Michael Thompson |
| Augustus  | Amy Adams       | Michael Thompson |
| September | Amanda Seyfried | Norman Jean Roy  |
| Oktober   | Vanessa Hudgens | Carter Smith     |
| November  | Kristen Stewart | Michael Thompson |
| December  | Kirsten Dunst   | Carter Smith     |

## 2010
| Uitgave   | Covermodel           | Fotograaf        |
| --------- | -------------------- | ---------------- |
| Januari   | Jennifer Lopez       | Michael Thompson |
| Februari  | Beyoncé              | Michael Thompson |
| Maart     | Jessica Simpson      | Norman Jean Roy  |
| April     | Carrie Underwood     | Carter Smith     |
| Mei       | Catherine Zeta-Jones | Michael Thompson |
| Juni      | Megan Fox            | Greg Kadel       |
| Juli      | Diane Kruger         | Michael Thompson |
| Augustus  | Eva Mendes           | Michael Thompson |
| September | Kim Kardashian       | Michael Thompson |
| Oktober   | Blake Lively         | Norman Jean Roy  |
| November  | Julianne Moore       | Tom Munro        |
| December  | Taylor Swift         | Michael Thompson |

## 2011
| Uitgave   | Covermodel       | Fotograaf        |
| --------- | ---------------- | ---------------- |
| Januari   | Leighton Meester | Michael Thompson |
| Februari  | Jennifer Aniston | Michael Thompson |
| Maart     | Victoria Beckham | Michael Thompson |
| April     | Eva Longoria     | Norman Jean Roy  |
| Mei       | Lauren Conrad    | Carter Smith     |
| Juni      | Januari Jones    | Norman Jean Roy  |
| Juli      | Fergie           | Norman Jean Roy  |
| Augustus  | Jessica Alba     | Michael Thompson |
| September | Salma Hayek      | Mario Testino    |
| Oktober   | Olivia Wilde     | Carter Smith     |
| November  | Ashley Greene    | Michael Thompson |
| December  | Lea Michele      | Norman Jean Roy  |

## 2012
| Uitgave   | Covermodel      | Fotograaf        |
| --------- | --------------- | ---------------- |
| Januari   | Rooney Mara     | Michael Thompson |
| Februari  | Zooey Deschanel | Norman Jean Roy  |
| Maart     | Kim Kardashian  | Norman Jean Roy  |
| April     | Nicki Minaj     | Michael Thompson |
| Mei       | Heidi Klum      | Norman Jean Roy  |
| Juni      | Elizabeth Banks | Norman Jean Roy  |
| Juli      | Anne Hathaway   | Tom Munro        |
| Augustus  | Kate Beckinsale | Norman Jean Roy  |
| September | Sofía Vergara   | Carter Smith     |
| Oktober   | Blake Lively    | Carter Smith     |
| November  | Lauren Conrad   | Alexi Lubomirski |
| December  | Keira Knightley | Mario Testino    |

## 2013
| Uitgave   | Covermodel       | Fotograaf            |
| --------- | ---------------- | -------------------- |
| Januari   | Drew Barrymore   | Carter Smith         |
| Februari  | Carrie Underwood | Alexi Lubomirski     |
| Maart     | Mila Kunis       | Tom Munro            |
| April     | Katie Holmes     | Tom Munro            |
| Mei       | Amanda Seyfried  | Patrick Demarchelier |
| Juni      | Zoe Saldana      | Tom Munro            |
| Juli      | Amy Adams        | Norman Jean Roy      |
| Augustus  | Kate Moss        | Mario Testino        |
| September | Jennifer Garner  | Alexi Lubomirski     |
| Oktober   | Olivia Wilde     | Norman Jean Roy      |
| November  | Naomi Watts      | Carter Smith         |
| December  | Ashley Olsen     | Peter Lindbergh      |
| December  | Mary-Kate Olsen  | Peter Lindbergh      |

## 2014
| Uitgave   | Covermodel         | Fotograaf        |
| --------- | ------------------ | ---------------- |
| Januari   | Penélope Cruz      | Mario Testino    |
| Februari  | Jennifer Connelly  | Carter Smith     |
| Maart     | Victoria Beckham   | Alexi Lubomirski |
| April     | Lauren Conrad      | Alexi Lubomirski |
| Mei       | Olivia Munn        | Carter Smith     |
| Juni      | Amber Valletta     | Tom Munro        |
| Juli      | Taylor Schilling   | Carter Smith     |
| Augustus  | Rachel McAdams     | Carter Smith     |
| September | Chloë Grace Moretz | Carter Smith     |
| Oktober   | Cara Delevingne    | Mario Testino    |
| November  | Kerry Washington   | Carter Smith     |
| December  | Allison Williams   | Carter Smith     |

## 2015
| Uitgave   | Covermodel       | Fotograaf            |
| --------- | ---------------- | -------------------- |
| Januari   | Jennifer Aniston | Michael Thompson     |
| Februari  | Fergie           | Patrick Demarchelier |
| Maart     | Kendall Jenner   | Mario Testino        |
| April     | Julianne Hough   | Carter Smith         |
| Mei       | Blake Lively     | Mario Testino        |
| Juni      | Elizabeth Banks  | Norman Jean Roy      |
| Juli      | Taraji P. Henson | Carter Smith         |
| Augustus  | Salma Hayek      | Patrick Demarchelier |
| September | Jessica Alba     | Carter Smith         |
| Oktober   | Julia Roberts    | Tom Munro            |
| November  | Kate Hudson      | Tom Munro            |
| December  | Claire Danes     | Sebastian Kim        |

## 2016
| Uitgave   | Covermodel      | Fotograaf            |
| --------- | --------------- | -------------------- |
| Januari   | Emma Roberts    | Patrick Demarchelier |
| Februari  | Demi Lovato     | Alexi Lubomirski     |
| Maart     | Bella Hadid     | Patrick Demarchelier |
| Maart     | Naomi Campbell  | Patrick Demarchelier |
| April     | Amy Adams       | Carter Smith         |
| Mei       | FKA Twigs       | Alasdair McLellan    |
| Juni      | Elizabeth Olsen | Tom Craig            |
| Juli      | Zoe Saldana     | Patrick Demarchelier |
| Augustus  | Kylie Jenner    | Scott Trindle        |
| September | Jessica Alba    | Will Davidson        |
| Oktober   | Kendall Jenner  | Patrick Demarchelier |
| November  | Amanda Seyfried | Scott Trindle        |
| December  | Gigi Hadid      | Patrick Demarchelier |

## 2017
| Uitgave   | Covermodel                       | Fotograaf            |
| --------- | -------------------------------- | -------------------- |
| Januari   | Zendaya                          | Jason Kibbler        |
| Februari  | Alicia Keys                      | Paola Kudacki        |
| Maart     | Allison Williams                 | Jason Kibbler        |
| April     | Dilone Imaan Hammam Aamito Lagum | Patrick Demarchelier |
| Mei       | Sienna Miller                    | Daniel Jackson       |
| Juni      | Zoë Kravitz                      | Patrick Demarchelier |
| Juli      | Halima Aden                      | Sølve Sundsbø        |
| Augustus  | Emily Ratajkowski                | Daniel Jackson       |
| September | Helen Mirren                     | Scott Trindle        |
| Oktober   | Kim Kardashian                   | Daniel Jackson       |
| November  | Kerry Washington                 | Sharif Hamza         |
| December  | Amber Heard                      | Daniel Jackson       |

## 2018
| Uitgave          | Covermodel     | Fotograaf            |
| ---------------- | -------------- | -------------------- |
| Januari          | Edie Campbell  | Daniel Jackson       |
| Februari         | Dakota Johnson | Petra Collins        |
| Maart            | Lupita Nyong'o | Patrick Demarchelier |
| April            | Adwoa Aboah    | Daniel Jackson       |
| Mei              | Sasha Lane     | Scott Trindle        |
| Juni             | Fei Fei Sun    | Sølve Sundsbø        |
| Juni             | Fernanda Ly    | Sølve Sundsbø        |
| Juni             | Soo Joo Park   | Sølve Sundsbø        |
| Juli             | Janelle Monáe  | Camila Falquez       |
| Augustus         | Lily James     | Sharif Hamza         |
| September        | Bella Hadid    | Daniel Jackson       |
| Oktober          | Rihanna        | Nadine Ijewere       |
| November         | Angela Bassett | Sharif Hamza         |
| December/Januari | Nicole Kidman  | Vicki King           |

## 2019
| Uitgave  | Covermodel      | Fotograaf                |
| -------- | --------------- | ------------------------ |
| Februari | Serena Williams | Tanya & Zhenya Posternak |
| Maart    | Kendall Jenner  | Cass Bird                |
| April    | Gemma Chan      | Paola Kudacki            |

## Allure Rusland
De Russische versie van Allure was een tijdelijke editie van September 2012 tot december 2016.

### 2012
| Uitgave   | Covermodel          | Fotograaf        |
| --------- | ------------------- | ---------------- |
| September | Natasha Poly        | Regan Cameron    |
| Oktober   | Maryna Linchuk      | Guy Aroch        |
| November  | Alessandra Ambrosio | Catherine Servel |
| December  | Edita Vilkevičiūtė  | Raymond Meier    |

### 2013
| Uitgave   | Covermodel       | Fotograaf       |
| --------- | ---------------- | --------------- |
| Januari   | Vlada Roslyakova | Alique          |
| Februari  | Crystal Renn     | Raymond Meier   |
| Maart     | Anne Vyalitsyna  | Norman Jean Roy |
| April     | Daria Popova     | Walter Chin     |
| Mei       | Renata Litvinova | Danil Golovkin  |
| Juni      | Kendra Spears    | Giampaolo Sgura |
| Juli      | Katie Holmes     | Tom Munro       |
| Augustus  | Enikő Mihalik    | Walter Chin     |
| September | Irina Shayk      | Giampaolo Sgura |
| Oktober   | Lisa Cant        | Chris Craymer   |
| November  | Toni Garrn       | Paola Kudacki   |
| December  | Ginta Lapiņa     | Norman Jean Roy |

### 2014
| Uitgave   | Covermodel       | Fotograaf        |
| --------- | ---------------- | ---------------- |
| Januari   | Kati Nescher     | Tom Munro        |
| Februari  | Maryna Linchuk   | Nicolas Moore    |
| Maart     | Sigrid Agren     | Tom Munro        |
| April     | Kasia Struss     | Giampaolo Sgura  |
| Mei       | Alyssa Miller    | Kenneth Willardt |
| Juni      | Karolína Kurková | Nicolas Moore    |
| Juli      | Doutzen Kroes    | Duy Vo           |
| Augustus  | Enikő Mihalik    | Jem Mitchell     |
| September | Anna Selezneva   | Giampaolo Sgura  |
| Oktober   | Lily Aldridge    | Nicolas Moore    |
| November  | Maryna Linchuk   | Nicolas Moore    |
| December  | Lindsey Wixson   | Mario Testino    |

### 2015
| Uitgave          | Covermodel          | Fotograaf                |
| ---------------- | ------------------- | ------------------------ |
| Januari          | Larissa Hofmann     | Belen Antolin            |
| Februari         | Snejana Onopka      | Walter Chin              |
| Maart            | Kate Bogucharskaia  | Jason Kim                |
| April            | Elisabeth Erm       | Michelangelo Di Battista |
| Mei              | Kori Richardson     | Kenneth Willardt         |
| Juni             | Angela Lindvall     | Kenneth Willardt         |
| Juli/Augustus    | Anja Rubik          | Marcin Tyszka            |
| September        | Anastasia Kolganova | Michelangelo Di Battista |
| Oktober          | Fanny François      | Dusan Reljin             |
| November         | Julia Frauche       | Alexi Lubomirski         |
| December/Januari | Natalia Vodianova   | Liz Collins              |

### 2016
| Uitgave          | Covermodel      | Fotograaf        |
| ---------------- | --------------- | ---------------- |
| Februari         | Devon Windsor   | Dean Isidro      |
| Maart            | Emily DiDonato  | Guy Aroch        |
| April            | Kate Grigorieva | Danil Golovkin   |
| Mei              | Vika Falileeva  | Olaf Wipperfürth |
| Juni             | Barbara Palvin  | Marcin Tyszka    |
| Juli/Augustus    | Elena Perminova | Marcin Tyszka    |
| September        | Dasha Gold      | Nicolas Moore    |
| Oktober          | Vera Brezhneva  | Danil Golovkin   |
| November         | Elena Perminova | Kenneth Willardt |
| December/Januari | Esther Heesch   | Sebastian Kim    |